# Amphiura modesta
Amphiura modesta är en ormstjärneart som beskrevs av Studer 1882. Amphiura modesta ingår i släktet Amphiura och familjen trådormstjärnor. Inga underarter finns listade i Catalogue of Life.